# Johann Philipp von Cobenzl
Giovanni Filippo Cobenzl (Lubiana, 28 marzo 1741 – Vienna, 30 agosto 1810) è stato un politico e diplomatico austriaco di origine goriziana.

## Biografia

### Formazione ed esordi
Figlio dell'ex capitano dell'esercito imperiale Guidobaldo Cobenzl (1716-1797) e della contessa Maria Benigna Montrichier (1720-1793), nel 1747 si trasferì assieme alla famiglia nella città di Gorizia, da cui provenivano i Cobenzl e nella cui contea si concentravano i possedimenti paterni. La sua educazione avvenne in casa con un precettere ma vi contribuirono notevolmente i genitori che, sin dal loro arrivo a Lubiana, si erano applicati alle materie letterarie e alle scienze da autodidatti. Nel 1755 fu iscritto, assieme al fratello Ludovico (1744-1792), alla prestigiosa Accademia di Savoia a Vienna, dove rimase fino al 1758 diplomandosi in diverse materie, tra cui la fisica e la storia naturale, in cui si sentiva particolarmente versato. I rudimenti di disegno e architettura appresi nell'istituto stimolarono i suoi interessi verso l'arte e il confronto con le correnti intellettuali del suo secolo.
Nell'autunno 1758 Guido iscrisse i due figli all'università di Salisburgo per frequentare i corsi di diritto civile e canonico. Al termine del biennio di studi decise di accompagnare il figlio maggiore a Bruxelles, dove il fratello Carlo (1712-1770) ricopriva la carica di ministro plenipotenziario nei Paesi Bassi austriaci, reggendo di fatto le redini del governo al posto del duca Carlo di Lorena. Lo zio, figura non solo di grande rilievo nell'ambito diplomatico ma altresì accorto mecenate di artisti, scrittori e filosofi, lo accolse come segretario e lo instradò nella lunga gavetta di funzionario asburgico. Decise inoltre di coinvolgerlo nelle sue attività di collezionismo d'arte, affidandogli l'incarico di ordinare la sua collezione di stampe e disegni in seguito venduta alla zarina Caterina ed oggi conservata all'Ermitage. Nell'estate 1762 Cobenzl ebbe per la prima volta occasione di visitare Parigi e di conoscere importanti artisti, collezionisti e diplomatici.
Il primo incarico pubblico, nel 1763, fu assegnato alla camera dei conti dei Paesi Bassi austriaci e dopo otto mesi passò al consiglio delle finanze. Nel 1764 fu incaricato di una missione ispettiva nel Lussemburgo e tre anni più tardi fu chiamato a Vienna per un'ampia relazione sulle questioni doganali e, più in generale, sulle possibili riforme da apportare al governo dei Paesi Bassi. Lo zio Carlo Cobenzl non accettò volentieri quella che visse come un'ingrata ingerenza negli affari; l'incarico tuttavia gli valse l'attenzione di Kaunitz il quale lo accompagnò nei primi passi all'interno della grande politica dell'impero. Nel dicembre 1768 Kaunitz, con la nomina a consigliere aulico effettivo, gli fece affidare la presidenza del consiglio delle dogane ma solo pochi mesi più tardi Cobenzl ricevette la notizia dell'improvvisa morte dello zio Carlo, a soli 58 anni, a Bruxelles. Divenne tutore del cugino Louis (1753-1809), destinato ad un'eccezionale carriera diplomatica, e lo volle con sé nella capitale. Nel 1774 Filippo assunse anche la vicepresidenza della deputazione del Banco di Vienna.
La svolta nella sua carriera giunse tuttavia nel 1777 quando l'imperatore Giuseppe II lo volle nel ristretto seguito che l'avrebbe accompagnato in Francia, dal 1º aprile al 2 agosto. Durante il viaggio Cobenzl visitò con il sovrano non solo Parigi ma praticamente l'intero paese, la Svizzera e l'Austria anteriore, entrando in contatto con il re Luigi XVI, la regina Maria Antonietta sorella dell'imperatore, politici, artisti, banchieri, tecnici e amministratori di ogni genere. Il diario da lui redatto in tale occasione è stato edito solo nel 2022.

### La stagione ministeriale
Dopo una carriera fino ad allora votata agli affari interni, al 1779 risale il coinvolgimento in diplomazia. Scoppiata la Guerra di successione bavarese, fu designato il cugino Louis Cobenzl (allora giovanissimo ambasciatore in Danimarca) come rappresentante austriaco al congresso di pace convocato a Teschen, sennonché Louis si ammalò rientrando da Gorizia. L'imprevisto fu risolto inviando l'altro conte Cobenzl che si trovava a Vienna, cioè Giovanni Filippo, che portò a termine la missione concludendo il Trattato di Teschen. Il poeta Lorenzo Da Ponte nell'occasione gli dedicò la sua prima opera, La gara degli uccelli, pubblicata a spese di Guidobaldo Cobenzl.
L'inaspettato successo gli spianò l'incarico a vicecancelliere di Stato (1779-1793) che lo vide instancabile braccio destro del principe Kaunitz. Fedele interprete del Giuseppinismo, Cobenzl fu incaricato di scortare da Gorizia a Vienna il papa Pio VI che si era deciso a compiere, nel marzo 1782, l'inedito viaggio come estremo quanto vano tentativo di frenare le politiche giurisdizionaliste dell'imperatore. Nel 1783 su iniziativa di Giuseppe II ricevette la Gran Croce dell'Ordine di Santo Stefano d'Ungheria per la dedizione e la competenza negli affari. Fu in questi anni che cominciò, tuttavia, a maturare le prime perplessità sull'effettiva applicabilità delle riforme giuseppine. Il più delicato banco di prova si rivelarono proprio le province belghe che conosceva meglio di altre. Qui nel 1789 scoppiò una rivolta sfociata ben presto in rivoluzione. In veste di rappresentante cesareo fu inviato sin dal 1787 a negoziare la tardiva ritrattazione dell'imperatore di quelle riforme che avevano ridotto le tradizionali autonomie.
Lo smacco patito a Bruxelles e la morte di Giuseppe II, di cui era noto come fedele interprete, furono determinanti per emarginarlo rispetto alle nuove correnti di potere alimentate dall'avvento di Leopoldo II (1790-1792), che volle ribaltare con la massima determinazione gli aspetti più eversivi delle politiche operate dal fratello, esautorando di fatto gli uomini del vecchio corso. Solo l'improvvisa scomparsa dell'imperatore e l'ascesa al trono del figlio Francesco II (1792-1835) riaprirono a Cobenzl residui margini di agibilità politica. Il 19 agosto 1792 fu nominato ministro degli Esteri e vicecancelliere di corte e di Stato succedendo al suo mentore Kaunitz. Il suo ministero durò tuttavia poco, dal momento che commise l'errore fatale di fidarsi della Prussia la quale si accordò alle sue spalle per concludere la Seconda spartizione della Polonia. In tal modo Berlino operò un ingente accrescimento della propria potenza che rese praticamente impossibile l'esistenza autonoma della residua Polonia indipendente, proprio mentre i rivolgimenti nella Francia rivoluzionaria facevano temere il peggio nello scacchiere occidentale dell'Europa.
Fu così che, il 27 marzo 1793, si consumò un traumatico rimpasto ministeriale che portò agli Esteri il barone Thugut, assai critico nei confronti di Cobenzl, e il trasferimento di quest'ultimo alla neoistituita cancelleria d'Italia, in pratica un dicastero tutto da creare. Da quel momento si trovò, per sua stessa ammissione, ad avere molto tempo libero che dedicò alla famiglia e alla sua antica passione per l'arte.

### Protettore dell'Accademia e Ambasciatore a Parigi
Sin dal 1791 Cobenzl era stato nominato presidente dell'Accademia di Belle Arti di Vienna, un incarico di rappresentanza che però, nel 1796, divenne operativo con il nuovo ruolo di "protettore", cioè di amministratore dell'istituzione imperiale, che avrebbe mantenuto fino alla morte. In questa veste promosse l'adozione del nuovo statuto, la professionalizzazione degli insegnamenti e l'assunzione di nuovi professori, aperti alle correnti internazionali del neoclassicismo, primo fra tutti il pittore Francesco Caucig.
Nel 1797 il cugino Louis fu richiamato dalla Russia per negoziare, in un frangente disperato per l'Austria, la pace con l'invasore Napoleone Bonaparte. Louis firmò così il trattato di Campoformido ed ebbe nelle sue mani la politica, non solo estera, della monarchia. Nel 1801 il cugino lo convinse a sostituirlo nel delicato incarico di ambasciatore a Parigi, dove Giovanni Filippo sarebbe rimasto fino alla caduta dello stesso Louis nel 1805 e stabilendo la propria residenza all'Hotel de Montmorency, in Rue de Lille. Assistette all'incoronazione di Napoleone il 2 dicembre 1804 e fu rappresentato, con altri capi missione diplomatici, nel celebre dipinto di Jacques-Louis David.
Dopo la pace di Presburgo del 26 dicembre 1805 Cobenzl terminò la propria carriera e si ritirò a vita privata. Negli ultimi anni si dedicò a redigere le proprie memorie, pubblicate con qualche intromissione testuale nel 1885 da Alfred von Arneth, e a curare la formazione del proprio erede, il pronipote Michele Coronini Cronberg. Con Giovanni Filippo si estinse infatti (con l'eccezione della sorella Carolina Cobenzl, morta nel 1823) la casata attestata nel Goriziano sin dal 1508.